# Paromalus filum
Paromalus filum är en skalbaggsart som beskrevs av Edmund Reitter 1884. Paromalus filum ingår i släktet Paromalus och familjen stumpbaggar. Inga underarter finns listade i Catalogue of Life.